# Zoo Station
«Zoo Station» — песня ирландской рок-группы U2. Титульная композиция альбома Achtung Baby (1991), на котором группа переосмыслила себя в музыкальном плане, добавив к своему звучанию элементы альтернативного рока, индастриала и электронной танцевальной музыки. Размещая «Zoo Station» первым номером, целью музыкантов было познакомить слушателя со своим обновлённым звуком, наполненным индастриальной перкуссией, многослойными искажёнными гитарами и вокалом. Точно так же тексты песен альбома предвосхищают новые ориентиры квартета. Вступление, включающее «взрыв» перкуссии и нисходящее глиссандо гитарного хука, должно было сбить слушателя с толку — подтолкнуть его к мысли, что его стереосистема сломана или что это не новый альбом U2 вовсе.
Текст «Zoo Station» был навеян сюрреалистической историей о Берлине времён Второй мировой войны, когда ночная бомбёжка повредила стены местного зоопарка, тем самым позволив населявшим его животным выбраться и бродить по развалинам города. Также отчасти фронтмен был вдохновлён атмосферой городской железнодорожной станции «Зоологический Сад» (излюбленного места скопления  маргинальных элементов) и использовал её как метафору воссоединения Германии. «Zoo Station» исполнялась в качестве открывающего номера во время всех концертов турне Zoo TV Tour. Песня получила положительные отзывы от музыкальных критиков, многие из которых проанализировали её как воплощение переосмысления творчества ирландского коллектива.

## Запись
После напряжённых сессий в берлинской студии Hansa Tonstudio в конце 1990 года (когда коллектив находился на грани распада) U2 предприняли вторую попытку поработать над материалом для альбома Achtung Baby — отправившись в Дублин в 1991 году. Там группа арендовала особняк «Эльсинор», расположенный возле моря, за 10 000 фунтов в месяц. Музыканты долго бились над песней, впоследствии ставшей известной под названием «Lady With the Spinning Head» (и выпущенной в качестве би-сайда), из которой появились три других трека: «Zoo Station», «Ultraviolet (Light My Way)» и «The Fly». По мере продвижения работы группа решила записать «Zoo Station» в более индастриальном ключе, нежели её прародительницу.
Свой законченный вид «Zoo Station» получила ближе к концу сессий, когда звукорежиссёр Марк «Флад» Эллис микшировал трек и добавлял искажение звучанию ударных. На музыкальное направление песни в значительной степени повлияла продюсерская команда пластинки — Даниэль Лануа, Брайана Ино и сам Флад. Фронтмен группы, Боно, был недоволен своим вокалом с самого начала записи лонгплея, поэтому обратился к продюсерам со словами: «Давайте просто попробуем что-то, что представит меня с совершенно иной стороны». После того, как они исказили его голос, чтобы он звучал так, как будто доносился из мегафона, Боно принял решение спеть в совершенно другой манере, так как этот эффект придавал его вокалу иное «эмоциональное настроение». Флад свёл финальную версию трека с помощью Шеннона Стронга. Наряду с Робби Адамсом (ещё одним из звукорежиссёров) Стронг также помогал ему с созданием нужного звука. Во время работы над композицией Лануа записал для неё дополнительную гитарную партию, лично сыграв на этом инструменте.
Посредством Achtung Baby музыканты стремилась вернуться к своим дадаистским образам и возобновить сценическое фиглярство, которыми они балова́лись в конце 1970-х, будучи подростками. В 1980-х U2 отказались от этих идей в пользу более серьёзных тем. Однако при работе над новым альбомом группа потеряла интерес к созданию прямолинейных песен с очевидным посылом. Так, текст «Zoo Station» был вдохновлён сюрреалистическим рассказом о Берлине времён Второй мировой войны, услышанным Боно: после ночной бомбёжки из городского зоопарка сбежали населявшие его животные, выбравшись сквозь разрушенную стену. На следующее утро носороги, пеликаны и фламинго стали бродить по окрестностям, пока люди разбирали завалы. Помимо этого фронтмен был вдохновлён атмосферой само́й железнодорожной станции «Зоологический Сад», также известной как «Bahnhof Zoo», главным транспортным узлом Западного Берлина. Она получила печальную известность как излюбленное место скопления наркоторговцев, проституток и сутенёров, карманников и бомжей, особенно в период до воссоединения Германии, когда ею управляла восточногерманская железнодорожная компания. Он сравнивал песню с этой станцией, подчёркивая, что «она создавалась в качестве вступительного трека, [и в ней] звери вырываются наружу из своих клеток», и подразумевал использование зоопарка в качестве метафоры. Боно черпал вдохновение у этой образа станции, так как она представляла собой Европу на распутье.
Во время записи альбома Ино создал несколько прототипов песни. По словам Эджа, эти непохожие друг на друга миксы помогли группе создать финальную версию композиции. Одна из этих ранних версий впоследствии была выпущена под названием «Bottoms (Watashitachi No Ookina Yume)» в качестве бонусного трека к промо-релизам экспериментального альбома Original Soundtracks 1 (1995) в Великобритании и Японии, стороннего проекта Брайана Ино и U2, выпущенного ирландцами под псевдонимом Passengers, а также на некоторых версиях сингла «Miss Sarajevo» с этой же пластинки. «Bottoms (Watashitachi No Ookina Yume)» представляет собой инструментальный трек, описанный Эджем как «сумасшедший». Гитарист добавлял: «„Bottoms“ был записан в Японии — мы просто скомпоновали этот микс. Иногда [на выходе] может получиться что-то совершенно особенное».
Хотя песня «Zoo Station» не выпускалась в качестве сингла, она была включена в промо-материал, изданный на 12-дюймовой пластинке для продвижения Zoo TV Tour в Северной Америке, а также в студийные версии и ремиксы сингла «Lady with the Spinning Head».

## Содержание
«Вступление „Zoo Station“ представляет собой мощное заявление: из-за его преднамеренного использования „индустриальных“ звуков, которые совсем не напоминают типичные музыкальные инструменты, из-за выдвижения на передний план [передовых музыкальных] технологий прямо в начале песни — более того, делая её вступительным словом альбома — после чего можно безошибочно утверждать, что U2 взяли на вооружение новые для себя звуковые ресурсы. Однако тот факт, что это нарочито выжидательный жест, явно указывает на его сатирическую подоплёку. Возможно, песня высмеивает эти самые [инновационные] технологии или их новшество для самих U2».
Будучи открывающим треком альбома, ставшим для группы глобальным переосмыслением их творчества, «Zoo Station» является своеобразной вводной в новый саунд U2. Песня включает многослойные искажённые гитары и вокал, а также перкуссию с индастриальным оттенком. Журналист Билл Грэм ссылается на альбом Дэвида Боуи Low в качестве наиболее повлиявшего на звучание «Zoo Station», которую он назвал «новым брендом глэм-рока» со «спартанскими ритмами и проблесками мелодии».
Песня была записана в размере 4
4 с темпом 130 ударов в минуту, однако во вступлении композиции только один элемент, звуковая фактура, похожая на маримбу, воспроизводится в стандартном музыкальном размере. Этот звук, который сравнивался с тиканьем часов, был достигнут путём звукоизвлечения из гитарной струны Ре ниже порожка и стопорного бриджа. Во второй половине третьей доли появляется отличительный гитарный рифф композиции — нисходящее глиссандо с эффектом дисторшна. Глиссандо опускается на октаву ниже, на интервал в большую секунду, прежде чем вернуться обратно. После того, как рифф воспроизводится во второй раз, раздаётся «взрыв» перкуссии, который звучит дважды во время четвёртой доли каждого второго такта. Этот перкуссионный звук, сыгранный Фладом, звучит в третий раз чуть раньше, будучи сыгранным на второй доле. Затем начинают звучать ударные, прежде чем остановиться и начать снова. Как и гитарный саунд песни, тембр барабанов заметно отличается от предыдущих песен U2, поскольку он демонстрирует «холодный, обработанный звук, что-то вроде ударов по консервной банке». Среди многослойных гитарных партий вступает бас, звучащий во вступлении и куплетах, линия которого состоит из повторяющихся нот Соль и Ля, имитирующих восходящую часть гитарного риффа после того, как глиссандо перешагивает октаву. После того, как начинает звучать бас, песня обретает грув, звучащий на всём её дальнейшем протяжении. На отметке 0:45 последовательность аккордов меняется. Через пятнадцать секунд песня возвращается к предыдущей последовательности аккордов, и вступление заканчивается.
По словам Эджа, некоторые звуки во вступлении, напоминающие клавишные инструменты, на самом деле были сыграны им на гитаре. Басист Адам Клейтон так отзывался о начале песни: «Когда люди ставили пластинку, мы хотели, чтобы их первой реакцией было либо „этот винил испорчен“, либо „это не может быть новым альбомом U2, произошла какая-то ошибка“. Мы сделали довольно эффектное растянутое вступление, в котором вы абсолютно не понимаете, что слушаете». В свою очередь, писатель Эльбин Зэк в своей книге «The Poetics of Rock» говорил о вступлении следующее: «Прежде чем начинают звучать слова, одни лишь звуки предупреждают слушателя о том, что группа перешла на новую территорию выразительности».
После вступления песня принимает стандартную куплетно-припевную форму. Первый куплет начинается через минуту после начала песни, когда Боно объявляет: «I’m ready, I’m ready for the laughing gas». Во время куплетов он поёт, по большей части, в среднем и низком регистрах, а его вокал сильно искажается эффектами аудиообработки, которая убирает нижнюю часть звука и «выхолащивает» голос музыканта. Обработка также привносит в его голос эффект переменного качества звучания. Гитарное глиссандо продолжает звучать на протяжении всех куплетов. Первый припев начинается в 1:44 — музыка отражает смену последовательности аккордов, так же как и в последних 15 секундах вступления. Во время припева басовая линия становится более динамичной, воспроизводя нисходящие четвертные ноты Соль-Фа♯-Ре-До-Ре-До-Ля-Соль-Ля, прежде чем возобновить изначальный паттерн — Соль и Ля. Многослойный вокал Боно также становится более динамичным в припевах, демонстрируя технику как «открытого горлового» пения, так и монотонной декламации, которые звучат как в обработанном, так и в необработанном виде.
Наряду с представлением нового звучания группы песня открывает альбом как заявление о её намерениях. С лирической точки зрения предлагаются новые ожидания и аппетиты («I’m ready for what’s next»), а также готовность отбросить осторожность и рискнуть («I’m ready to let go of the steering wheel»). В некоторых строчках, особенно во время бриджа перед финальным припевом, одноимённая станция метро используется в качестве метафоры времени: «Time is a train / Makes the future the past / Leaves you standing in the station / Your face pressed up against the glass». Боно считает, что его первый ребёнок, родившийся в 1989 году, сильно повлиял на Achtung Baby, как и вторая беременность его жены во время записи альбома в 1991-м. По словам музыканта, его дети оказали воздействие на строки из первого куплета: «I’m ready to say I’m glad to be alive / I’m ready, I’m ready for the push». Схожие мысли излагал писатель Ниалл Стоукс отмечая, что эта фраза будто написана с точки зрения ребёнка: «От этого подтекста невозможно отстраниться, как-будто Боно черпает вдохновение из наблюдения за своим собственным ребёнком, пытающимся определить своё местонахождение в незнакомом и иногда враждебном мире».

## Отзывы и наследие
«Смысл песни был в том, что она открывала альбом как заявление намерениях. Забудьте все остальные ориентиры. Вы начинаете путешествие в неизвестность. Как и мы [его авторы]».
После релиза Achtung Baby «Zoo Station» получила высокую оценку от критиков. Так, Стив Морс из The Boston Globe отмечал, что в этой песне «звуковые атаки сочетаются с мечтательно звучащим обработанным вокалом, напоминающим психоделию The Beatles». Обозреватель газеты Orlando Sentinel назвал песню «раскалённой», похвалив смещение вокала Боно на второй план, что позволило привлечь больше внимания «новообретённому разнообразию» гитарных партий Эджа. Редакции BBC Music понравился «гитарный шквал и электроника Эджа», создающие «плотный и неотразимый звук», отметив, что «Zoo Station» был одним из треков, чей стратегией было «создать настроение, а не прилипчивую мелодию». В свою очередь, Джон Парелес из The New York Times заявил, что песня «провозглашает об изменении [звука U2], начиная с металлического лязга, гудящего гитарного слайда и повторяющегося электронного скрипа — [в ней абсолютно нет] ничего воздушного». Он также отметил, что голос Боно «замаскирован электроникой, а старый стиль группы сменился напористой басовой линией и грохочущими ударными, хотя в этой песне U2 всё же не смогли устоять перед более мелодичной интерлюдией».
Рецензент журнала Rolling Stone похвалил гитарный стиль Эджа, сравнив его с ритм-инструментом, «повторяющим тёмную, жужжащую фразу, которая задаёт ритм [всему остальному]». Обозреватель портала Allmusic также отозвался о композиции в положительном ключе, отметив, что «в тексте Боно есть несколько смысловых пластов» и что к концу трека, как песня, так и группа буквально «воспаряют» над землёй. В свою очередь, музыкальный журналист Грег Кот из газеты Chicago Tribune сравнил вступление «Zoo Station» с «попыткой превзойти Ministry [на их же поле]» ссылаясь на «лязгающую, словно металлом об метал, перкуссию и изрыгающие пламя гитары». Он подчеркнул, что «грубое [по звучанию] вступление» песни, задающее направление всему остальному альбому, по своему воздействию может сравниться лишь со звуком гитары напоминающим «скрежет ногтей по школьной доске» из песни «Hey Hey, My My (Into the Black)» Нила Янга — титульного трека альбома Rust Never Sleeps. В 2006 году «Zoo Station» была включена в альманах «1001 Songs: The Great Songs of All Time and the Artists, Stories and Secrets Behind Them», наряду с ещё шестью песнями U2.
В 2002 году песня «Zoo Station» прозвучала в саундтреке британской комедийной драмы «Мой мальчик». В одной из сцен этого фильма главный герой, Уилл (Хью Грант), включает песню погромче чтобы демонстративно проигнорировать мальчика звонящего в дверь (Николас Холт), подталкивая его трезвонить в унисон с ритмом мелодии. В 2011 году песня была перепета Nine Inch Nails, одной из ключевых индастриал-групп, для трибьют-альбома AHK-toong BAY-bi Covered.

## Концертные исполнения
Публичный дебют «Zoo Station» состоялся на первом же концерте Zoo TV Tour 29 февраля 1992 года в Лейкленде, штат Флорида, впоследствии она использовалась в качестве вступительной песни на каждом из остальных 156 шоу этого гастрольного тура. Во время исполнения композиции Боно выходил на сцену в чёрной коже — в образе одного из придуманных им архетипов по имени «The Fly», появляясь перед зрителями на фоне гигантского экрана с сине-белыми помехами. При этом, зачастую, музыкант двигался на подмостках имитируя гусиную походку. Эдж описывал визуальные образы, отображаемые на экранах во время исполнения песни в контексте «сенсорной перегрузки» — общей идее для всего турне, в котором высмеивалось телевидение и чрезмерная стимуляция чувств зрителя: «„Zoo Station“ — это четыре минуты ни настроенного ни на один канал телевизора, тем не менее он демонстрирует вам телепомехи и „шыпение“, а также почти-что телевизионную картинку».
«Zoo Station» не исполнялась во время двух следующих гастрольных туров U2 — PopMart Tour и Elevation Tour — однако, она вернулась в концертные сет-листы группы в период Vertigo Tour. Эта песня чаще всего исполнялась во время первого выхода «на бис», наряду с другими песнями эпохи Achtung Baby/Zoo TV, как часть мини-сета, отдающего дань уважения этому периоду карьеры коллектива. В последний раз «Zoo Station» исполнялась вживую в ноябре 2006 года, после этого она не звучала на концертах вплоть до 24 сентября 2015 года, где её отыграли в рамках турне Innocence + Experience Tour. Группа вновь включала композицию в свой сет-лист во время европейской части турне Experience + Innocence Tour. Помимо этого песня открывала серию концертов в Лас-Вегасе U2:UV Achtung Baby Live at Sphere.
Живые исполнения песни фигурируют в концертных фильмах Zoo TV: Live from Sydney и Vertigo: Live from Chicago. Помимо этого, концертная версия композиции записанная во время турне Vertigo Tour была выпущена в качестве би-сайда на макси-сингле песни «Window in the Skies».